# La Terre est ronde (pièce de théâtre)
Pour l’article homonyme, voir La Terre est ronde.
La Terre est ronde est une pièce de théâtre en prose en trois actes de l'auteur dramatique français Armand Salacrou commencée en 1920 et publiée en 1944. La pièce a été créée à l'Atelier dans une mise en scène de Charles Dullin en 1938,.
Cette pièce est dédiée à ses deux filles.

## Genèse
Salacrou a été inspiré lors d'un voyage en Italie où il a découvert le personnage de Savonarole. Il décide d'écrire une pièce de théâtre et compose un plan pour cinq actes. Il n'écrit cette pièce que quinze ans plus tard, en 1920, sans relire ses notes.

## Personnages
- La Femme masquée, courtisane bon marché
- Margherita, veuve d'une quarantaine d'années, femme de compagnie des deux filles du Seigneur Minutello
- Dame Clarisse, amie de la précédente
- Faustina, fille aînée du Seigneur Minutello
- Luciana, sœur cadette de la précédente
- Une Bourgeoise
- Manente, riche pharmacien d'une quarantaine d'années
- Fra Mariano, moine franciscain
- Giacomo, jeune niais
- Silvio, jeune homme charmant
- Bartholomeo, son ami
- Minutello, riche marchand de laine, père de Luciana et Faustina
- Uderigo, savant astrologue
- Le Paysan, un serviteur de Minutello
- Cognac, très jeune soldat français de la première guerre d'Italie
- Premier, Deuxième, Troisième et Quatrième Enfants
- Le Boucher
- Un Bourgeois
- Frère Gérôme Savonarole, prieur de Saint-Marc, dominicain[4]

## Argument

### Acte I
C'est jour de Carnaval à Florence. Les deux filles du Seigneur Minutello, alors que celui-ci profite du carnaval, essaient tant bien que mal de tirer bénéfice de la fête pour voir leurs amants. Silvio aime Luciana, mais le père de celle-ci refuserait de les marier, et, de toute façon, le jeune homme ne souhaite pas se marier. En effet, il mène une vie libre et éloignée des valeurs de l’Église. Pendant le carnaval, le roi Laurent meurt et appelle un moine, Frère Gérôme, à son chevet, cependant, celui-ci refus de l'absoudre.

### Acte II
Faustina est devenue la maîtresse d'un cardinal romain et Luciana s'est mariée avec Manente après que Silvio soit tombé amoureux d'une gitane. La France a envoyé ses troupes sur Florence et un soldat français loge dans leur maison. Celui-ci, amoureux de Luciana, lui fait une cour assidue tout en menant une vie de débauche la nuit avec Margherita et dame Clarisse. Frère Gérôme est de son côté allé voir le roi de France et l'a convaincu de ne pas attaquer Florence. Le soldat se voit donc forcé de partir avec l'armée. Mais après le départ de l'armée française le moine prend le pouvoir de la ville et prend son indépendance par rapport à Rome, car il juge que la ville se perd dans la débauche et la corruption. Il instaure donc un pouvoir religieux justifié par Jésus. Des enfants viennent dans la maison de Manente et détruisent ses livres humanistes, ses œuvres d'art et autres objets de valeur au nom du nouveau pouvoir. Silvio, devenu un moine austère vient les aider, et face à Silvia, reconnaît qu'il l'aime encore, mais que cet amour est dorénavant impossible.

### Acte III
Deux ans après la prise de pouvoir par le moine, Faustina demande à Fra Mariano d'affirmer que Dieu lui a parlé et que frère Gérôme est un imposteur qui usurpe le pouvoir divin. Elle organise ainsi un défi : ils devront tous les deux aller sur un bûcher, et Dieu sauvera le véritable prophète. Cependant, Frère Gérôme refuse le défi déclarant que Dieu n'a pas à se soumettre aux hommes. Mais Fra Silvio le relève à sa place. C'est au tour de Fra Mariano de se désister. Alors que Fra Silvio s'apprêtait à monter seul, Frère Gérôme l'a retenu et cela l'a discrédité. Le peuple a cru qu'il pensait savoir qu'il était le faux prophète. Une vindicte populaire renverse alors le pouvoir. Fra Silvio ainsi que Frère Gérôme sont torturés puis tués.

## Réception
La réception de la pièce fut excellente. De très nombreux critiques l'ont encensés, que ce soit ceux de L'Humanité, de L'Action Française, de La Croix ou encore de La Vie Intellectuelle. Cependant, selon l'auteur, le seul critique à avoir véritablement compris son texte est M. Talladoire qui travaillait pour Les Cahiers du Sud.